# YTN KOREAN · WORLD
YTN KOREAN · WORLD(한국어: 와이티엔 코리안 · 와이티엔 월드)은 YTN의 전 세계 대상 한국어 방송이다. 재외동포와 다문화 가족, 한류 팬을 대상으로 하는 정보 교양 웹채널이다. 실시간 한국어 뉴스 채널 YTN World, 재외동포들의 관심 뉴스와 한민족 K-DIASPORA 관련 정보, 비지니스와 기술 정보, 한국어 배우기, K-POP을 포함한 한류 소식 등 한국 문화 정보를 전한다.

## 연혁
- 2001년 4월 1일 - 재외동포 전문 해외방송 시작
- 2004년 3월 18일 - 재외동포 전문채널‘YTN 인터내셔널’출범
- 2011년 4월 1일 - YTN WORLD로 채널명 변경
- 2016년 8월 5일 - 리우 올림픽 선수촌에 한국어 채널로 송출
- 2017년 5월 1일 - YTN KOREAN로 채널명 변경
- 2024년 7월 1일 - 정부의 방송 지원 정책 변경에 따라 전 세계 위성방송 송출 중단